# 6275 Kiryu
6275 Kiryu (1993 VQ) là một tiểu hành tinh vành đai chính được phát hiện ngày 14 tháng 11 năm 1993 bởi T. Kobayashi ở Oizumi.